# Dret exclusiu
Un dret exclusiu referit a la llei anglo-saxona és, de facto una prerrogativa no tangible que existeix en la llei, (això és el poder o, en sentit ampli, el dret) de fer una acció o adquirir un benefici i permetre o denegar a altres el dret de realitzar la mateixa acció o adquirir el mateix benefici. Una "prerrogativa" és en efecte un dret exclusiu. Aquest terme es restringeix per al seu ús oficial o sobirà (és a dir poders constitucionals, els drets exclusius són una forma de monopoli) 
Els drets exclusius poden ser atorgats en la llei de propietat, llei de copyright, llei de patents, amb relació a les utilitats públiques, o en altres legislacions sui generis. Molts estudiosos diuen que aquests drets són la base dels conceptes de propietat i propietat privada.

## Tipus de drets exclusius
- Propietat: sorgeix quan s'adquireix alguna cosa tangible, tanmateix un dret exclusiu no és necessàriament absolut, per exemple hi pot haver un cert nivell d'accés a un terreny privat.

- Propietat intel·lectual: La majoria de governs reconeixen un conjunt de drets exclusius amb relació a les obres i els autors, invents i identificació dels orígens i aquest drets s'agrupen en el terme propietat intel·lectual